# Montlieu-la-Garde
Montlieu-la-Garde és un municipi francès situat al departament del Charente Marítim i a la regió de la Nova Aquitània. L'any 2007 tenia 1.324 habitants.

## Demografia

### Població
El 2007 la població de fet de Montlieu-la-Garde era de 1.324 persones. Hi havia 481 famílies de les quals 143 eren unipersonals (83 homes vivint sols i 60 dones vivint soles), 191 parelles sense fills, 119 parelles amb fills i 28 famílies monoparentals amb fills.
La població ha evolucionat segons el següent gràfic:
Habitants censats

### Habitatges
El 2007 hi havia 585 habitatges, 498 eren l'habitatge principal de la família, 20 eren segones residències i 67 estaven desocupats. 513 eren cases i 68 eren apartaments. Dels 498 habitatges principals, 321 estaven ocupats pels seus propietaris, 144 estaven llogats i ocupats pels llogaters i 33 estaven cedits a títol gratuït; 8 tenien una cambra, 31 en tenien dues, 96 en tenien tres, 142 en tenien quatre i 221 en tenien cinc o més. 367 habitatges disposaven pel capbaix d'una plaça de pàrquing. A 245 habitatges hi havia un automòbil i a 191 n'hi havia dos o més.

### Piràmide de població
La piràmide de població per edats i sexe el 2009 era:
| Homes | Edats   | Dones |
| ----- | ------- | ----- |
| 0     | 95 o +  | 4     |
| 20    | 90 a 94 | 16    |
| 20    | 85 a 89 | 16    |
| 28    | 80 a 84 | 24    |
| 36    | 75 a 79 | 44    |
| 40    | 70 a 74 | 48    |
| 56    | 65 a 69 | 40    |
| 28    | 60 a 64 | 12    |
| 40    | 55 a 59 | 12    |
| 48    | 50 a 54 | 52    |
| 64    | 45 a 49 | 52    |
| 60    | 40 a 44 | 44    |
| 40    | 35 a 39 | 20    |
| 32    | 30 a 34 | 40    |
| 36    | 25 a 29 | 32    |
| 44    | 20 a 24 | 24    |
| 32    | 15 a 19 | 36    |
| 48    | 10 a 14 | 36    |
| 12    | 5 a 9   | 20    |
| 32    | 0 a 4   | 8     |

## Economia
El 2007 la població en edat de treballar era de 776 persones, 533 eren actives i 243 eren inactives. De les 533 persones actives 488 estaven ocupades (277 homes i 211 dones) i 45 estaven aturades (23 homes i 22 dones). De les 243 persones inactives 78 estaven jubilades, 47 estaven estudiant i 118 estaven classificades com a «altres inactius».

### Ingressos
El 2009 a Montlieu-la-Garde hi havia 487 unitats fiscals que integraven 1.084,5 persones, la mediana anual d'ingressos fiscals per persona era de 15.587 €.

### Activitats econòmiques
Dels 64 establiments que hi havia el 2007, 1 era d'una empresa extractiva, 2 d'empreses alimentàries, 5 d'empreses de fabricació d'altres productes industrials, 11 d'empreses de construcció, 15 d'empreses de comerç i reparació d'automòbils, 4 d'empreses de transport, 3 d'empreses d'hostatgeria i restauració, 1 d'una empresa d'informació i comunicació, 1 d'una empresa financera, 2 d'empreses immobiliàries, 3 d'empreses de serveis, 12 d'entitats de l'administració pública i 4 d'empreses classificades com a «altres activitats de serveis».
Dels 24 establiments de servei als particulars que hi havia el 2009, 1 era una oficina d'administració d'Hisenda pública, 1 gendarmeria, 1 oficina de correu, 1 una oficina bancària, 3 tallers de reparació d'automòbils i de material agrícola, 3 paletes, 2 guixaires pintors, 2 fusteries, 1 lampisteria, 3 electricistes, 4 perruqueries, 1 restaurant i 1 agència immobiliària.
Dels 6 establiments comercials que hi havia el 2009, 2 eren botiges de menys de 120 m², 1 una fleca i 3 carnisseries.
L'any 2000 a Montlieu-la-Garde hi havia 29 explotacions agrícoles que ocupaven un total de 616 hectàrees.

## Equipaments sanitaris i escolars
El 2009 hi havia 1 farmàcia i 1 ambulància.
El 2009 hi havia 2 escoles elementals. Montlieu-la-Garde disposava d'un col·legi d'educació secundària amb 261 alumnes.

## Poblacions més properes
El següent diagrama mostra les poblacions més properes.